# Параметр (программирование)
Пара́метр в программировании — принятый функцией аргумент. Термин «аргумент» подразумевает, что конкретно и какой конкретной функции было передано, а параметр — в каком качестве функция применила это принятое. То есть вызывающий код передает аргумент в параметр, который определен в члене спецификации функции.

## Формальные и фактические параметры
Важно различать:
- формальный параметр — аргумент, указываемый при объявлении или определении функции.[1][2]
- фактический параметр — аргумент, передаваемый в функцию при её вызове;

Пример на языке Си:
```
// Описание функции. int a - формальный параметр, имя параметра может отсутствовать.

int
 
myfunction
(
int
 
a
);

// Определение функции. int b - формальный параметр, имя параметра может не совпадать с указанным при объявлении функции.

int
 
myfunction
(
int
 
b
)
 

{

   
return
 
0
;

}

int
 
main
()

{

    
int
 
c
=
0
;

    
myfunction
(
c
);
 
// Вызов функции. c - фактический параметр.

    
return
 
0
;

}

```

## Использование параметров
Семантика использования формальных и фактических параметров называется стратегией вычисления. Заданная стратегия вычисления диктует, когда следует вычислять аргументы функции (метода, операции, отношения), и какие значения следует передавать. Существует довольно много разнообразных стратегий вычисления.
Примечание — использование распространённого в сообществе императивного программирования термина «передача параметра» для многих языков программирования является не вполне корректным — например, в случае вызова по необходимости, применяемого в языке Haskell, параметр может быть использован в теле функции, но ни разу не передан за все случаи её вызова, и даже полностью исключён из результирующего машинного кода.
Наиболее часто упоминаемыми стратегиями вычисления являются вызов по значению и вызов по ссылке, однако в действительности использование этих терминов не всегда уместно. Например, в сообществе языка Java говорят «Java использует вызов по значению, где „значением“ является ссылка на объект», в сообществе языка Ruby говорят «Ruby использует вызов по ссылке», однако в действительности оба эти языка используют стратегию вызов по соиспользованию (англ. call-by-sharing). Многие языки, например Си, не имеют механизма вызова по ссылке, но позволяют симулировать его внутри семантики вызова по значению посредством ссылочных типов, в частности, указателей. В последнем случае в сообществах таких языков часто говорят «язык поддерживает две стратегии вычисления», а также о «вызове по указателю» или «вызове по адресу».
На практике, модель вычисления многих промышленных языков (Java, C#) сводится к стратегии «вызов-при-упоминании/передача-по-ссылке». Некоторые более старые языки, в особенности небезопасные языки, такие как C++, сочетают несколько разных моделей вызова, включая экзотичные, такие как «вызов-по-ссылке-на-константу». Исторически вызов по значению и вызов по имени восходят к Алголу-60, созданному в конце 1950-х годов. Только чистые функциональные языки, такие как Clean и Haskell, используют вызов по необходимости (англ. call-by-need), который часто отождествляют (что также не вполне корректно) с ленивыми вычислениями.

## Примеры
Передача параметра по ссылке означает что копируется не само значение, а адрес исходной переменной (как в случае передачи параметра по адресу), однако синтаксис используется такой, чтобы программисту не приходилось использовать операцию разыменования и он мог иметь дело непосредственно со значением, хранящимся по этому адресу (как в случае передачи параметра по значению).
Передача по ссылке позволяет избежать копирования всей информации, описывающей состояние объекта (а это может быть существенно больше чем sizeof(int)) и является необходимой для конструктора копирования.
Если функция возвращает значение по ссылке (например, в виде «return *this;»), то её вызов можно использовать слева от оператора присваивания (см. также L-выражение).
В случае, если передача по ссылке используется именно как средство увеличения быстродействия, но изменение параметра нежелательно, можно использовать передачу по ссылке константного объекта.
```
#include
 
<iostream>

using
 
namespace
 
std
;
 
// для использования cout

void
 
f
(
int
 
x
)

{

    
// передача параметра по значению

    
cout
 
<<
 
x
;

    
x
 
=
 
1
;

    
cout
 
<<
 
x
;

}

void
 
g
(
int
*
 
x
)

{
 

    
// передача параметра по адресу

    
cout
 
<<
 
*
x
;

    
*
x
 
=
 
2
;

    
cout
 
<<
 
*
x
;

}

void
 
h
(
int
&
 
x
)

{
 

    
// передача параметра по ссылке

    
cout
 
<<
 
x
;

    
x
 
=
 
3
;

    
cout
 
<<
 
x
;

}

void
 
i
(
const
 
int
&
 
x
)

{
 

    
// передача неизменяемого параметра по ссылке

    
cout
 
<<
 
x
;

    
x
 
=
 
4
;
 
//Ошибка из-за которой код не будет скомпилирован

    
cout
 
<<
 
x
;

}

int
 
main
()

{

    
int
 
x
 
=
 
0
;
    

    
cout
 
<<
 
x
;

    
f
(
x
);

    
cout
<<
 
x
 
<<
 
" "
;

    
g
(
&
x
);

    
cout
 
<<
 
x
 
<<
 
" "
;

    
h
(
x
);

    
cout
 
<<
 
x
 
<<
 
" "
;

    
i
(
x
);

    
cout
 
<<
 
x
;

    
return
 
0
;

}

```

Таким образом можно ожидать, что примерная программа напечатает (если закомментировать ошибочную строку) «0010 022 233 333».
Некоторые языки (или их диалекты) не поддерживают передачу по ссылке, некоторые наоборот — передают параметры исключительно по ссылке, что порождает риск непреднамеренного изменения контекста вызывающей функции.
Язык Fortran подразумевает передачу параметров исключительно по ссылке:
Программа:
```
      
PROGRAM 
PARAMS

      
IMPLICIT NONE

      
INTEGER 
A
,
 
B
,
 
C

      

      
A
 
=
 
7.0

      
B
 
=
 
9.0

      
C
 
=
 
0.0

      

100
   
FORMAT
(
'A ='
,
I2
,
', B ='
,
I2
,
', C ='
,
I3
)

      

      
WRITE
(
*
,
 
100
)
 
A
,
 
B
,
 
C

      
CALL 
MUL
(
A
,
 
B
,
 
C
)

      
WRITE
(
*
,
 
100
)
 
A
,
 
B
,
 
C

      

      
END PROGRAM

      SUBROUTINE 
MUL
(
A
,
 
B
,
 
C
)

      
INTEGER 
A
,
 
B
,
 
C

      
C
 
=
 
A
 
*
 
B

      
END SUBROUTINE

```

Напечатает:
```
A = 7, B = 9, C =  0
A = 7, B = 9, C = 63

```